# Línia 1 del metro de Sevilla
La línia 1 del Metro de Sevilla és una línia de ferrocarril metropolità de tipus lleuger de la ciutat de Sevilla i la seva àrea metropolitana, a Andalusia. Aquesta línia uneix Sevilla amb Mairena del Aljarafe, San Juan de Aznalfarache (Aljarafe) i Montequinto (Dos Hermanas).
La línia 1 ha estat la primera línia del metro de Sevilla en inaugurar-se. L'obertura fou el 2 d'abril de 2009 tot i que estava prevista per l'estiu de l'any 2006.